# カウンテスアップ
カウンテスアップ（Countess Up、1981年6月6日 - 不明）は日本の競走馬である。1980年代の地方競馬において東北・南関東・東海の3地区に渡り活躍を見せた。

## 経歴

### 競走馬時代
当初は岩手競馬の千葉忠一厩舎に所属。3歳の1983年8月、盛岡競馬場でのデビュー戦は2着だったが、その後は年を挟んで11連勝。1戦2着を挟んだのち特別戦を勝って上山競馬場の東北優駿へ駒を進めた。迎え撃った新潟県競馬のグレートローマンを1馬身半差の2着に退け、東北4歳馬の頂点に立った。その後も連勝を重ね、暮れの桐花賞も古馬相手に優勝、岩手ナンバーワンとなった。岩手所属時は三野宮通、千葉次男、小竹清一の3騎手がレースで騎乗していた。
いわゆる交流重賞の制度が確立した現在なら地方競馬所属でも中央競馬の対象レースに出走出来るが、当時は移籍しなければならなかった為、1984年一杯で賞金の高い南関東の大井に移籍する事となった。岩手競馬での戦績は18戦16勝（2着2回）。この翌年、カウンテスアップが去った岩手ではトウケイフリートが新たに台頭しこちらも長く活躍したが、カウンテスアップとの直接対決は1度もなかった。
年が明けて5歳となった1985年1月、大井競馬場の特別戦で転入初戦を飾った。南関東には既にテツノカチドキやロッキータイガーなどがいたが続く川崎記念ではテツノカチドキを下して優勝した。しかしその後は3連敗した為、秋から今度は東海の愛知に移籍した。南関東での戦績は5戦2勝。
愛知には前年末に新潟から移籍したばかりのグレートローマンがいた。転入初戦のゴールド争覇は中京競馬場の芝コースということもあり2頭揃って惨敗したものの、ダートに戻ってからは再びグレートローマンと名勝負を繰り広げた。東海菊花賞、名古屋大賞典を含む3連勝でこの年を終えたが翌年再び南関東に戻った。愛知での戦績は4戦3勝。愛知所属時は全てのレースを安藤勝己が騎乗した。
6歳となった1986年は前年と同じようなローテーションで3連勝するも、同年から中央地方全国交流競走となった帝王賞では南関東の伏兵トムカウントの3着同着（デッドヒート）に敗れた。カウンテスアップの東海移籍後も大井に残ったロッキータイガーはこのレースの後、夏にもう１戦し引退した為、この帝王賞がロッキータイガーとの最後の対決になった。ロッキータイガー引退後も現役を続けたカウンテスアップは次の大井記念4着の後、報知オールスターカップを勝って中央競馬のオールカマーに駒を進めたが芝は苦手だったため7着に敗れた。その後は60kgを超える斤量となり、苦しいレースが続いたが、56kgで出走できた暮れの東京大賞典をテツノカチドキや南関東三冠馬のハナキオーらを下し優勝した。
翌1987年も初戦の川崎記念を優勝したが（3連覇）、2戦目の帝王賞はテツノカチドキの3着に終わり引退した。2度目の南関東での戦績は14戦8勝で全てのレースを的場文男が騎乗した。引退レースとなった帝王賞でカウンテスアップに勝利したテツノカチドキも年末の東京大賞典を最後に引退している。

### 種牡馬時代
引退後は種牡馬となり、スプリングステークス3着のダッシュフドーなどを送り出した。ブルードメアサイアーとして南関東G2黒潮盃を優勝、ジャパンダートダービー3着と好走したキョウエイプライドがいる。この時に騎乗していたのはカウンテスアップの南関東時代の主戦騎手でもあった的場文男だった。
1995年4月5日付で用途変更となる。それ以降の動向は分かっていない。

## 競走成績
- 3歳（1983年）7戦6勝
- 4歳（1984年）11戦10勝。桐花賞、東北優駿、不来方賞
- 5歳（1985年）9戦5勝。川崎記念、名古屋大賞典、東海菊花賞
- 6歳（1986年）12戦7勝。東京大賞典、川崎記念、金盃、報知オールスターカップ
- 7歳（1987年）2戦1勝。川崎記念
- 通算成績：地方競馬40戦29勝・中央競馬1戦0勝

## 血統表
| カウンテスアップの血統                                 | カウンテスアップの血統                 | カウンテスアップの血統 | （血統表の出典）       | （血統表の出典） |
| 父系                                                   | ケーレッド系                           | ケーレッド系           | ケーレッド系           | [ § 2 ]          |
| 父 *フェートメーカー Fate Maker 1972 栗毛              | 父の父Swaps 1952 栗毛                  | Khaled                 | Hyperion               | Hyperion         |
| 父 *フェートメーカー Fate Maker 1972 栗毛              | 父の父Swaps 1952 栗毛                  | Khaled                 | Eclair                 |                  |
| 父 *フェートメーカー Fate Maker 1972 栗毛              | 父の父Swaps 1952 栗毛                  | Iron Reward            | Beau Pere              | Beau Pere        |
| 父 *フェートメーカー Fate Maker 1972 栗毛              | 父の父Swaps 1952 栗毛                  | Iron Reward            | Iron Maiden            |                  |
| 父 *フェートメーカー Fate Maker 1972 栗毛              | 父の母A-bee Ba-bee 1964 栗毛           | *Nadir                 | Nasrullah              | Nasrullah        |
| 父 *フェートメーカー Fate Maker 1972 栗毛              | 父の母A-bee Ba-bee 1964 栗毛           | *Nadir                 | Gallita                |                  |
| 父 *フェートメーカー Fate Maker 1972 栗毛              | 父の母A-bee Ba-bee 1964 栗毛           | Stay Smoochie          | Alquest                | Alquest          |
| 父 *フェートメーカー Fate Maker 1972 栗毛              | 父の母A-bee Ba-bee 1964 栗毛           | Stay Smoochie          | Paigle                 |                  |
| 母 *カウンテスドレスアップ Countess Dress Up 1967 青毛 | 母の父*ドレスアップ Dress Up 1957 鹿毛 | Khaled                 | Hyperion               | Hyperion         |
| 母 *カウンテスドレスアップ Countess Dress Up 1967 青毛 | 母の父*ドレスアップ Dress Up 1957 鹿毛 | Khaled                 | Eclair                 |                  |
| 母 *カウンテスドレスアップ Countess Dress Up 1967 青毛 | 母の父*ドレスアップ Dress Up 1957 鹿毛 | Blue Cloth             | Blue Larkspur          | Blue Larkspur    |
| 母 *カウンテスドレスアップ Countess Dress Up 1967 青毛 | 母の父*ドレスアップ Dress Up 1957 鹿毛 | Blue Cloth             | War Cloth              |                  |
| 母 *カウンテスドレスアップ Countess Dress Up 1967 青毛 | 母の母Countess Lautrec 1961 栗毛       | Toulouse Lautrec       | Dante                  | Dante            |
| 母 *カウンテスドレスアップ Countess Dress Up 1967 青毛 | 母の母Countess Lautrec 1961 栗毛       | Toulouse Lautrec       | Tokamura               |                  |
| 母 *カウンテスドレスアップ Countess Dress Up 1967 青毛 | 母の母Countess Lautrec 1961 栗毛       | Miss Stakes            | Priam                  | Priam            |
| 母 *カウンテスドレスアップ Countess Dress Up 1967 青毛 | 母の母Countess Lautrec 1961 栗毛       | Miss Stakes            | Miss Mommy             |                  |
| 母系(F-No.)                                            | (FN:16-c)                              | (FN:16-c)              | (FN:16-c)              | [ § 3 ]          |
| 5代内の近親交配                                        | Khaled 3×3、Nearco 5×5                 | Khaled 3×3、Nearco 5×5 | Khaled 3×3、Nearco 5×5 | [ § 4 ]          |
| 出典                                                   | 1. 2. 3. 4.                            | 1. 2. 3. 4.            | 1. 2. 3. 4.            | 1. 2. 3. 4.      |

半姉フドウゴールドはしらさぎ賞、戸塚記念の優勝馬で、その孫にオリオンザサンクスがいる。全姉カウンテスメーカーの産駒に北海優駿優勝馬リバーストンホープがいる。